# Pseudomaenas anguinata
Pseudomaenas anguinata là một loài bướm đêm trong họ Geometridae.